# Margrove Park
Margrove Park – wieś w Anglii, w hrabstwie ceremonialnym North Yorkshire, w dystrykcie (unitary authority) Redcar and Cleveland. Leży 64 km na północ od miasta York i 341 km na północ od Londynu.